# オジャ・ポドリーダ
オジャ・ポドリーダ(Olla podrida)は、豚肉と豆から作るスペイン風のシチューである。しばしばヒヨコマメが用いられる。伝統的な製法では、土製のつぼで何時間も煮込んで作る。コース料理では、メインとして食べられる。この時、一皿で食べることもあるが、肉をその他から分けたり、液体と固体と分けたりして食べることもある。カスティーリャ・イ・レオン州ブルゴスの名物である。オジャ・ポドリーダという料理名は、文字通り訳すと「腐った鍋、腐った煮込み」という意味である。